# St. John's College (Annapolis/Santa Fe)
St. John's College es una universidad privada de artes liberales estadounidense con dos campus en ese país; una en Santa Fe, Nuevo México y la otra en Annapolis, Maryland. St. John's es una de las instituciones de educación superior más antiguas de los Estados Unidos ya que es la sucesora de King William's School, una escuela preparatoria fundada en 1696. La institución actual recibió una carta colegiada en 1784. En 1937, St. John's adoptó un plan de estudios de Great Books basado en la discusión de obras filosóficas, religiosas, históricas, matemáticas, científicas y literarias del canon occidental.
La universidad otorga una sola Licenciatura en Artes Liberales. El título otorgado es equivalente a una doble especialización en Filosofía e Historia de la Ciencia, y una doble especialización en Estudios Clásicos y Literatura Comparada.
Hay dos títulos de maestría disponibles a través del instituto de posgrado de la universidad: uno en Artes liberales, que es una versión modificada del plan de estudios de pregrado (que se diferencia principalmente en que los estudiantes de posgrado no están restringidos a una secuencia establecida de cursos) y uno en Clásicos orientales, que aplica la mayoría de las características del plan de estudios de pregrado (seminarios, preceptoriales, estudio de idiomas y una secuencia establecida de cursos) a una lista de obras clásicas de India, China y Japón. La Maestría en Artes en Clásicos Orientales solo está disponible en el campus de Santa Fe.
Aunque King William's School se fundó con una afiliación a la Iglesia de Inglaterra, la universidad actual ya no tiene una afiliación religiosa.